# جويل فورمان
جويل فورمان (بالإنجليزية: Joel Fuhrman)‏ هو اخصائي تغذية وطبيب أمريكي، ولد في 2 ديسمبر 1953 في نيويورك في الولايات المتحدة.

## وصلات خارجية
- الموقع الرسمي
- جويل فورمان على موقع IMDb (الإنجليزية)
- جويل فورمان على موقع قاعدة بيانات الفيلم (الإنجليزية)